# Unidad Vecinal de Absorción de Hortaleza
La Unidad Vecinal de Absorción de Hortaleza también conocido como la U.V.A. de Hortaleza, es una barriada situada al norte de Madrid, dentro del distrito de Hortaleza y del barrio administrativo de Pinar del Rey.
Esta barriada se sitúa entre la A-1, M-11 y avenida de la Gran Vía de Hortaleza, cerca de Manoteras. Se articula en torno a dos vías, la avenida de la Virgen del Carmen y la calle de Abizanda, entre las cuales se encuentran las viviendas de esta barriada. Se articula en torno a cuatro vías,he aquí las dos que faltaban.
Carretera de la estación de Hortaleza, y barrio de Santa María. 

## Historia

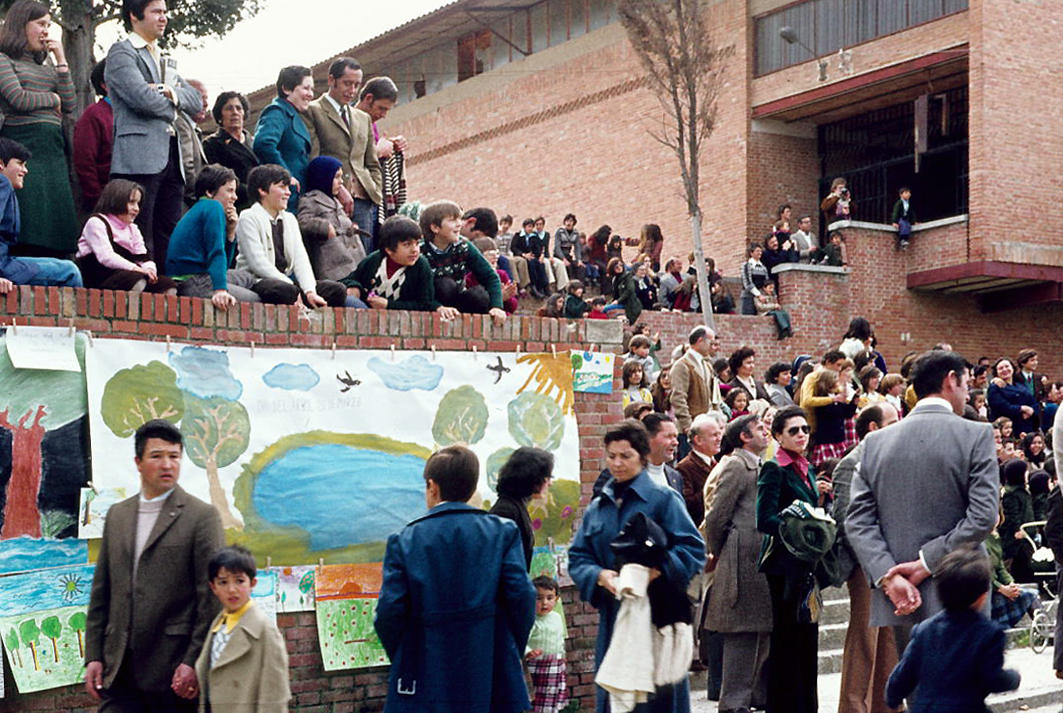
Día del Árbol de 1977 en la U.V.A. de Hortaleza

Este barrio nació dentro de un vasto plan del Instituto Nacional de la Vivienda (Plan Sindical de la Vivienda entre otros), para resolver el problema de la infravivienda en la capital, que llegó a ser lo suficientemente acuciante como para que se optara por resolver de forma transitoria los casos de mayor urgencia. Las unidades vecinales de absorción fueron un tipo de poblados de absorción construidos con este fin.
El escritor Manuel Rico creció en este barrio.

## Transporte

### Autobuses
- 9 Metro Sevilla - Hortaleza

- 107 plaza Castilla Hortaleza
- 129 Plaza de Castilla - Manoteras.

### Metro
| Línea | Terminales                     |
| ----- | ------------------------------ |
|       | Pinar de Chamartín - Argüelles |